# Patrick Serra
Patrick Serra (* 2. Februar 1962 in Avignon; † 25. September 2013 in Västerås) war ein schwedischer Radrennfahrer und nationaler Meister im Radsport.

## Sportliche Laufbahn
Serra war im Straßenradsport aktiv. 1985 holte er Etappensiege im Grand Prix François Faber und im Giro della Valle d’Aosta (zweifach). 1991 gewann er zwei Etappen im Cinturón Ciclista Internacional a Mallorca. 1993 siegte er im Ringenloppet Memorial Frans Desaix. 1994 gewann er die traditionsreichen Eintagesrennen Östgötaloppet und Skandisloppet. 1983 und 1991 wurde er Vizemeister im Straßenrennen in Schweden sowie 1991 Zweiter im Straßenrennen bei den Nordischen Meisterschaften hinter Per Moberg. Im britischen Milk Race 1983 wurde er 25. In der Internationalen Friedensfahrt 1985 belegte er den 62. Rang.
Von 1986 bis 1987 war Serra Berufsfahrer im italienischen Radsportteam Ariostea, danach startete er wieder als Amateur. Den Giro d’Italia fuhr er zweimal. 1986 wurde er 82., 1987 73. 1986 wurde er Zweiter bei Nizza–Alassio hinter Giovanni Mantovani und 1987 hinter Giuseppe Calcaterra. Im Profirennen der Straßenradsport-Weltmeisterschaften 1987 kam Serra nicht ins Ziel.